# Повернення маркетингових інвестицій
Повернення маркетингових інвестицій (ROMI) — це внесок маркетингових активностей у прибуток, який відноситься до маркетингу. ROMI дещо відрізняється від інших показників рентабельності інвестицій (ROI), оскільки маркетинг — це окремий, особливий вид інвестицій. Замість грошей, які «прив'язані» до засобів виробництва і запасів (часто вважаються капітальними вкладеннями або CAPEX), витрати (інвестиції) на маркетинг зазвичай списуються на витрати поточного періоду (операційні витрати або OPEX).
Ідея вимірювання реакції ринку з точки зору продажів і прибутків не є новою, але такі терміни, як маркетингова ROI та ROMI, зараз використовуються частіше, ніж у минулі періоди. Зазвичай витрати на маркетинг вважаються виправданими, якщо ROMI є позитивним (нижче наведено формулу його розрахунку).
Метою ROMI є вимірювання ступеня, того, наскільки витрати на маркетинг сприяють прибутку.

## Історія терміна
Концепція ROMI вперше стала популярною в 1990-х роках. Фраза «повернення маркетингових інвестицій» набула більшого поширення в наступне десятиліття після публікації двох книг «Return on Marketing Investment» Гая Пауелла (2002) та Marketing ROI Джеймса Ленскольда (2003). У книзі «What Sticks: Why Advertising Fails And How To Guarantee Yours Succeeds» Рекс Бріггс запропонував термін ROMO (Return-On-Marketing-Objective) для опису ідеї, що маркетингові кампанії можуть мати низку цілей, та інвестиції можуть повертатись не лише негайними продажами або прибутками. Наприклад, маркетингова кампанія може бути спрямована на те, щоб змінити сприйняття бренду, і це не призводить до негайного доходу й транзакцій з боку клієнтів.

## Розрахунок ROMI
Зазвичай українські маркетологи рахують ROMI за наступною формулою:
ROMI = (дохід з маркетингу — витрати на маркетинг) / витрати на маркетинг
Також отриманий показних можуть подавати у відсотковому значенні:
ROMI = (дохід з маркетингу — витрати на маркетинг) / витрати на маркетинг * 100 %
Але в англомовних джерелах знаходимо й дещо складніший варіант формули, який розглянемо надалі.
Рентабельність маркетингових інвестицій (ROMI) = [Додатковий дохід від маркетингу ($) * Маржа внеску (%) — маркетингові витрати ($)] /
Витрати на маркетинг ($)
Необхідним кроком у розрахунку ROMI є вимірювання та кінцева оцінка додаткових продажів, пов'язаних із маркетингом.

## Методології
В бізнес-середовищі виділяють дві методології розрахунку показника рентабельності маркетингових інвестицій (ROMI).

### Короткострокова
Перший, короткостроковий ROMI, також використовується як простий індекс, що вимірює дохід (або частку ринку, маржу внесків чи інші бажані результати) на кожну одиницю грошей, витрачену на маркетинг.
Для прикладу візьмемо компанію, яка витратила $1000 на рекламу та отримала додатковий дохід еквівалентний $5000. В цьому випадку здається, що ROMI буде (5000-1000)/1000=4.
Але розрахуймо це за більш точною формулою.
Якщо додаткова маржа внеску для цих $5000 доходу становить 60 %, тоді маржа ROMI (додаткова маржа для $1000, витрачених на маркетинг) становитиме $3000 (= $5000 x 60 %). З них $1000, витрачених на рекламу, буде віднято, а різниця буде поділена на ті самі $1000. Відповідно, кожен долар, витрачений на пряму поштову рекламу, перетворюється на додаткові 2 долари прибутку компанії.
Цінність першого ROMI (який розрахували як 4) полягає в його простоті. У більшості випадків простого визначення доходу на грошову одиницю, витрачену на окрему маркетингову кампанію, може бути достатньо, щоб допомогти прийняти важливі рішення щодо покращення всього комплексу маркетингу.

### Довгострокова
Подібним чином друга концепція, довгострокове ROMI, може бути використане для визначення менш очевидних аспектів ефективності маркетингу. Наприклад, ROMI можна використовувати для визначення додаткової цінності маркетингу, оскільки він стосується підвищення поінформованості про бренд, розгляду чи наміру придбати. Таким чином можна визначити як довгострокову цінність маркетингової діяльності (збільшення впізнаваності бренду тощо), так і короткостроковий дохід і прибуток. Це складна метрика, яка врівноважує маркетинг і бізнес-аналітику, і використовується для вимірювання економічних (тобто отриманих від грошових потоків) вигод, створених маркетинговими інвестиціями. Цей метод пропонує спосіб визначити пріоритетність інвестицій і розподілити маркетингові та інші ресурси на формалізованій основі.
Довгострокові моделі ROMI часто спираються на моделі пожиттєвої цінности клієнта (CLV), щоб продемонструвати довгострокову цінність поступового залучення клієнтів, або зниження рівня відтоку клієнтів. Деякі складніші підходи включають багаторічне довгострокове ROMI шляхом включення аналізу типу CLV. CLV використовувався як вхідні дані для розрахунків ROMI в деяких наукових роботах.
Довгострокові моделі ROMI іноді використовували методи оцінки бренду, щоб визначити, як створення бренду за допомогою маркетингових витрат може створити балансову вартість для брендів (або принаймні для брендів, з якими були проведені операції, і, отже, відповідно до правил бухгалтерського обліку, вони можуть мати балансову вартість). Стандарт ISO 10668 визначає належний процес оцінки брендів і встановлює кілька ключових вимог:
- прозорість,
- валідність,
- надійність,
- достатність,
- об'єктивність.

А також фінансові, поведінкові та юридичні параметри. Оцінка бренду відрізняється від вартости бренду за допомогою визначення грошової вартості бренду, і таким чином можна розрахувати ROMI.

## Застереження
Прямі показники короткострокового варіанту ROMI часто критикують за те, що вони враховують лише безпосередній вплив маркетингової діяльності без урахування довгострокових ефектів, створення бренду, будь-якої комунікації та впливу на ринок.
Короткостроковий ROMI найкраще використовувати як інструмент для визначення ефективності окремих маркетингових активностей, щоб допомогти спрямувати інвестиції з менш продуктивної діяльності на більш продуктивну. Це простий інструмент для оцінки вимірних маркетингових активностей у порівнянні з різними маркетинговими цілями (наприклад, додатковий дохід, обізнаність про бренд або вартість бренду). З цими даними маркетингові інвестиції можна перенаправити від діяльності, яка є недостатньою, до ефективніших маркетингових медіа.
Довгостроковий ROMI часто критикують за певну ізольованість від поточної діяльности («silo-in-the-making»), наче він керується даними та створює труднощі для фірм, які не звикли використовувати бізнес-аналітику в маркетинговій аналітиці. Довгостроковий ROMI, однак, є складним показником, який використовують небагато компаній.

## ROMI в digital-рекламі
Складність вимірювання ROMI залежить серед іншого від середовища. Результати нещодавнього опитування в Північній Америці показують, що рентабельність інвестицій, пов'язану з традиційними медіа (телебаченням і радіо), важче виміряти, ніж цифрові медіа на основі, такі як email-маркетинг або реклама у соціальних мережах.
З розвитком цифрового маркетингу маркетологи та власники бізнесу мають можливість розрахувати приблизні ROMI ще до того, як почнуть інвестувати.
На основі статистичних досліджень і за інших рівних умов власник бізнесу може розрахувати поточну рентабельність інвестицій у цифровий маркетинг через свій сайт і веб-аналітику, щоб зрозуміти свої :
- Поточний трафік
- Коефіцієнт конверсії
- Середній чек тощо.

Додайте легкодоступну інформацію про потенційний трафік із інструмента добору ключових слів Google Ads і досліджені витрати на залучення цього трафіку, власник бізнесу чи маркетолог може оцінити потенційну рентабельність інвестицій, якщо цей трафік буде отримано, і навіть порівняти його з іншими методами маркетингу.
У деяких випадках покращення ROMI діджитал-реклами може бути власною метою маркетингових активностей, адже слідом за ними покращуються рентабельність інвестиції в компанію загалом.